# Garrofer de Montcabrer
El Garrofer de Montcabrer o Garrofer de Mataró (Ceratonia siliqua) és un arbre que es troba a la urbanització Montcabrer (Cabrils, el Maresme), el qual, segurament, és el garrofer més vell i gros de tot Catalunya.

## Dades descriptives
- Perímetre del tronc a 1,30 m: 6 m.
- Perímetre de la base del tronc: 9,49 m.[1]
- Alçada: 8 m.
- Amplada de la capçada: 13,8 m.
- Altitud sobre el nivell del mar: 102 m.

## Entorn
És una zona enjardinada amb talussos de gespa i alguna falzia negra en l'estrat herbaci; pitòspor, marfull, iuca, esparreguera boscana i heura, entre els arbusts i les lianes, i lledoner, acàcia de fulla blavenca, xiprer, olivera i algun exemplar de palmera canària, quant a arbres.

## Aspecte general
Tot i presentar les típiques necrosis de garrofer més que vell, l'arbre no té pas mal aspecte. Una de les branques principals s'ha trencat i s'ha desviat de la fèrula que la suportava. S'aprecia una frondositat foliar aparent, tot i que moderada, en tota la capçada, sense clapes, ni branques importants seques. A la soca té una invasió d'arbusts (pitòspors) i plantes enfiladisses (lligabosc i heura), que segur que no li és gens propícia, sinó tot el contrari, ja que no sols afecta l'escorça i l'estètica de l'arbre, sinó també les arrels i, per tant, hi competeix en l'absorció de nutrients del sòl. Destaca, finalment, la presència de petites tumoracions en branques de dimensions mitjanes.

## Observacions
El manteniment del Garrofer de Montcabrer sembla que el fan els mateixos veïns de la urbanització Montcabrer. A prop d'aquest garrofer n'hi ha d'altres de dimensions importants. A més, a l'àrea de jocs infantils del jardí públic que hi ha al costat de la placeta de la font de Montcabrer, hi ha un pi pinyer realment gran, anomenat per la gent del poble "Pi gros de la plaça".

## Accés
En direcció a Cabrils des de Vilassar de Mar per la N-II, poc després de passar per sota del pont de l'autopista C-32, i abans d'entrar al poble de Cabrils, es veu una rotonda. Un cop hi som, cal tombar a mà dreta, pel carrer de la Muntanya, que és l'inici de la urbanització Montcabrer. Cal seguir-lo fins que es troba una petita zona enjardinada. Allà es pot deixar el vehicle. Just al costat hi ha la casa, el corral i la font de Montcabrer, els quals són un espai públic. El garrofer creix just darrere de les cases que són sobre la font. Així doncs, cal fer la volta per darrere d'aquests edificis i accedir-hi finalment per unes escales, fins a trobar el gran garrofer: GPS 31T 0447977 4596707.